# Els blancs no la saben ficar
Els blancs no la saben ficar (títol original: White Men Can't Jump) és una pel·lícula estatunidenca dirigida per Ron Shelton, estrenada el 1992 i doblada al català.

## Argument
Billy Hoyle i Sydney Deane, interpretats respectivament per Woody Harrelson i Wesley Snipes, s'associen per participar en partits de bàsquet urbà (partit oposant dos equips de dos jugadors sobre una meitat de terreny). L'acció de la pel·lícula comença als terrenys de joc de Venice Beach a Califòrnia i continua als barris de les comunitats negres de Los Angeles.
Aquesta associació els permet guanyar una mica de diners sorprenent els adversaris gràcies al nivell de joc de Billy Hoyle. Allò els permetrà fer front cadascun a situacions més o menys incòmodes en les seves vides personals.

## Repartiment
- Wesley Snipes: Sidney Deane
- Woody Harrelson: Billy Hoyle
- Rosie Perez: Gloria Clemente
- Tyra Ferrell: Rhonda Deane
- Cylk Cozart: Robert
- Kadeem Hardison: Junior
- Ernest Harden Jr.: George
- John Marshall Jones: Walter
- Marques Johnson: Raymond
- David Roberson: T.J.
- Kevin Benton: Zeke
- Nigel Miguel: Dwight 'The Flight' McGhee
- Duane Martin: Willie Lewis

## Al voltant de la pel·lícula
- Bob Lanier, jugador de llegenda que ha marcat els equips dels Detroit Pistons i Milwaukee Bucks, ha estat reclutat com a consultor de bàsquet per a la pel·lícula. Ha quedat impressionat per Harrelson i Snipes, suggerint que tot dos havien atès un nivell de joc digne del basquet universitari.
- El quintet musical R&B Riff ha compost la cançó principal de la pel·lícula, de la qual ha estat igualment tirat un videoclip. En aquest, es pot veure Woody Harrelson, Wesley Snipes i Rosie Perez. Aquest vídeo figura en el Dvd que comprèn els extres de la pel·lícula.
- Duane Martin, que ha interpretat el paper de Willie Lewis i Freeman Williams, que actua el paper de "Duck" Johnson, tots dos han fet carrera a l'NBA. Martin ha jugat poc temps per als New York Knicks mentre que Williams ha jugat durant 8 anys, de manera successiva per als Clípers, els Utah Jazz i finalment els Bullets de 1978 a 1986. Duane Martin és tanmateix l'únic dels dos que va rebre proposicions de papers després d'aquesta pel·lícula, entre els quals un paper principal a Above The Rim amb Tupac Shakur i destaca pel seu matrimoni amb l'actriu Tisha Campbell
- Quan la pel·lícula comença, una versió rap/hip-hop de la 20th Century Fox Fanfara és interpretada sobre els crèdits tradicionals de la Fox.
- Existeix un videojoc inspirat de la pel·lícula per la consola Atari Jaguar.
- La futura celebritat Gary Payton no surt als crèdits per a la seva aparició com a jugador anònim de streetball.[3]
- La pel·lícula ha servit de referència en la paròdia de Mel Brooks Robin Hood: Men in Tights; quan Robin intenta saltar sobre el seu cavall i cau per poc, el seu amic Maure Achoo se’n fot: «Aw, white men can't jump!» («Oh, els Blancs no saben saltar!»).